# 都努牛飼
都努 牛飼（つの の うしかい）は、飛鳥時代の人物。都努は角と同じ。名は牛甘とも書く。姓（カバネ）は臣、後に朝臣。天武天皇13年（684年）に遣新羅小使となり、翌年帰国。685年に東海使者。位階は冠位は直広肆。

## 経歴
天武天皇13年（684年）4月20日に、日本は小錦下の高向麻呂を大使、小山下の都努牛甘を小使として、新羅に使者を出した。その年の11月1日に、八色の姓の施行の一環として、高向臣と角臣は朝臣の姓を授けられたので、牛飼は本国不在中に朝臣になった。高向麻呂と都努牛飼は、学問僧の観常と霊観を従えて翌年5月26日に帰国した。新羅王（神文王）の献上品は、馬2匹、犬3頭、鸚鵡（オウム）2隻、鵲（カササギ）2隻などであった。  
帰国した同年中の天武天皇14年（685年）9月15日に、天皇は東海・東山・山陽・山陰・南海・筑紫に各1名の使者を指名し、判官1人、史1人を連れて、国司・郡司（この時代に郡はないので評督など）・百姓の消息を巡察するよう命じた。直広肆の都努牛飼は、このうち東海道をめぐる東海使者とされた。